# Гокан Далбі
Гокан Далбі  (швед. Håkan Dahlby, 15 вересня 1965) — шведський стрілець, олімпійський медаліст.

## Виступи на Олімпіадах
| Олімпіада           | Дисципліна | Місце |
| ------------------- | ---------- | ----- |
| Афіни 2004          | дубль-трап | 5     |
| Пекін 2008          | дубль-трап | 11    |
| Лондон 2012         | дубль-трап | 2     |
| Ріо-де-Жанейро 2016 | дубль-трап | 18    |

## Зовнішні посилання
- Досьє на sport.references.com [Архівовано 30 січня 2012 у Wayback Machine.]